# مذكرات آن فرانك
مذكرات آن فرانك أو يوميات فتاة صغيرة أو مذكرات فتاة شابة هو كتاب يرصد مجموعة من الكتابات باللغة الهولندية المدونة في شكل يوميات من طرف الكاتبة الألمانية اليهودية آن فرانك بينما كانت مختبئة لمدة عامين رفقة عائلتها وأربعة من أصدقائها إبان الاحتلال النازي لهولندا. حصلت آن فرانك علي دفتر مذكراتها يوم 12 يونيو 1942 لتبدأ الكتابة فيه في نفس اليوم إلى غاية يوم الثلاثاء 1 أغسطس 1944 تاريخ توقفها إثر إلقاء القبض عليها وجل من معها في 4 أغسطس 1944. توفيت آن متأثرة بمرض التيفوس في معسكر بيرغن بيلسن عام 1945.
تم استرجاع المذكرات من قبل السيدة ميب جيس في الساعات التالية التي أعقبت اعتقال ثمانية من الفارين واثنان ممن كانا يؤويانهم، وقدمتها لوالد آن أوتو فرانك الناجي الوحيد للعائلة بعد فترة وجيزة من عودته إلى أمستردام في يونيو 1945 وعلمه بوفاة آن. بعد تردد وافق فرانك على نشر اليوميات بعد انتهاء الحرب مباشرة لتظهر أول طبعة هولندية في 25 يونيو 1947 تحت عنوان Het Achterhuis. Dagboekbrieven 14 Juni 1942 – 1 Augustus 1944. في عام 1952 تلقت اليوميات اهتماما منقطع النظير وشعبية واسعة بعد ترجمتها إلى اللغة الإنجليزية ليصبح الكتاب الأشهر في العالم[بحاجة لمصدر] بأكثر من 70 لغة مترجمة
و30 مليون نسخة في جميع أنحاء العالم بالإضافة إلى عدد من الاقتباسات المسرحية والسينمائية. كما تم اطلاق اسمها تخليدا لها على عدد من الشوارع والمدارس والحدائق.
صنف الكتاب ضمن عدة قوائم عالمية كأهم الكتب في القرن العشرين. في 1 يناير 2016 وبعد 70 عامًا من وفاة المؤلفة انتهى حق المؤلف في النسخة الهولندية من اليوميات التي نُشرت عام 1947 نتيجة لقاعدة عامة في قانون حق المؤلف في الاتحاد الأوروبي لتصبح اليوميات ملكية عامة متوفرة على الإنترنت بالنسخة الهولندية الأصلية.
عام 2009، ألحقت منظمة اليونسكو الدولية مخطوطات مذكرات آن فرانك في سجل الذاكرة العالمي للمستندات ذات القيمة العالمية البارزة.

## التأليف والنشر

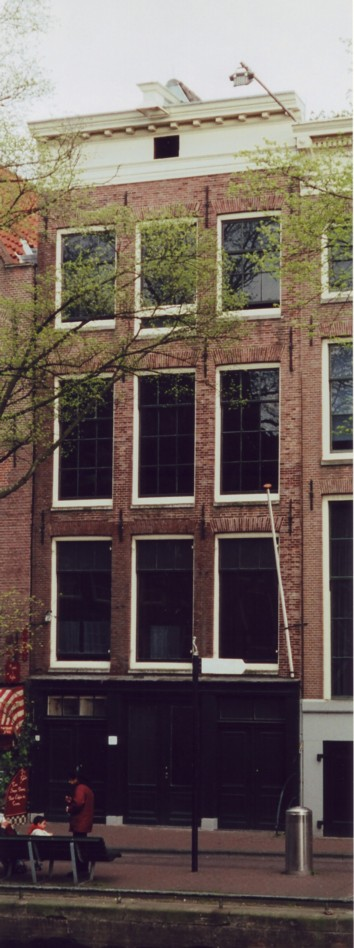
منزل آن فرانك الذي عشت فيه سنتين

بتاريخ 12 يونيو 1942 الذي صادف عيد ميلادها الثالث عشر، تلقت آن فرانك هدية من والدها كانت عبارة عن مفكرة صغيرة باللونين الأحمر والأبيض سبق أن طلبتها منه بضعة أيام قبل ذلك في نافذة إحدى المتاجر. وعلى الرغم من أن الكتاب كان مقيَّدا بقفل صغير في المقدمة ليناسب هيئة كتب الشعر التي صمم لأجلها، إلا أن آن استخدمته كمفكرة خاصة حيث دشنته بمقدمة قصيرة في نفس اليوم.
بعد يومين من عيد ميلادها بدأت آن أولى تدويناتها عن نفسها وعائلتها وأصدقائها وحياتها المدرسية وأماكنها المفضلة في الحي بالإضافة إلى جل التغييرات والقيود الأخرى التي جعلت حياتها وحياة اليهود الألمان الفارين إلى هولندا أثناء الاحتلال الألماني صعبة بشكل متزايد، والتي شملت إجبارهم على ارتداء النجمة الصفراء لتميزهم، عدم ركوب وسائل النقل وإعادة الدراجات وغير ذلك.
أصبحت اليوميات مهمة بشكل خاص في 6 يوليو 1942، عندما نزحت عائلة فرانك إلى ملحق مبنى برينسينجراخت 263 (Prinsengracht 263) المعروف حاليا بمنزل آن فرانك، حيث كان والدها أوتو فرانك الرئيس السابق للفرع الهولندي لشركة أوبكتا.

## مقتطفات من المذكرات
| مذكرات آن فرانك | كل هولندا. بحيطانها الفارغة، كانت غرفتنا الصغيرة تبدو عارية جدا. وبفضل بابا، الذي أحضر مسبقا كل مجموعتي من البطاقات البريدية ومن صور نجوم السينما، استطغت دهن كل الحائط بفرشاة ولصاق وجعلت من غرفتي صورة عملاقة. — مذكرات آن فرانك السبت 11 تموز 1942 | مذكرات آن فرانك |

| مذكرات آن فرانك | أنا مضطربة بشكل كامل. مييب تتحدث عن هذه الفظاعات بطريقة مأساوية جدا، وهي نفسها بالغة الاضطراب. ذلك اليوم، مثلا، كان ثمة سيدة عجوز يهودية جالسةأمام باب منزلها، كانت تنتظر الغبستابو الذي ذهب لإحضار سيارة لنقلها. العجوز المسكينة كانت مرعوبة من أزيز الرصاص الذي كان يستهدف الطائرات البريطانية والوميض الساطع للأنوار الكاشفة. ومع ذلك فإن مييب لم تتجرأ على إدخالها، لا أحد كان يستطيع أن يفعل ذلك. — مذكرات آن فرانك الجمعة 9 تشرين الأول 1942 | مذكرات آن فرانك |

ذكر الكاتب والناجي من معسكر أوشفيتز بيركينو بريمو ليفي عن مذكرات آن فرانك «"تحركنا آن فرانك أكثر من الضحايا اللامحدودين الذين ظلوا مجهولين، وربما يجب أن يكون الأمر كذلك. إذا كان على المرء أن يظهر التعاطف مع كل واحد منهم، فإن الحياة ستكون لا تطاق."»

## الشخصيات المذكورة
من يوليو 1942 إلى أغسطس 1944 عاشت آن رفقة ثمانية أشخاص في ملحق البناية لمدة عامين وشهر واحد، إلى أن تمت الوشاية بهم عبر رسالة مجهولة المصدر أرسلت إلى السلطات النازية
تم تغيير العديد من الأسماء للحفاظ على سرية المجهولين. وهكذا، فإن عائلة فان دان هي في الواقع عائلة فان بيلز (من أوسنابروك):

### آن فرانك
آن فرانك بلغت للتو 13 سنة، تعد الشخصية الرئيسية في المذكرات التي تدون فيها جميع التغييرات اليومية على مدار الأيام. من خلال يومياتها تبين أن آن فتاة ناضجة، ذكية، ذات إرادة قوية وقليلة التحفظ. تطمح أن تصبح ذات يوم صحافية وكاتبة مشهورة. أظهرت كتاباتها حكمة وعمقا كبيرا وقدرة على التحليل فائقة مقارنة بعمرها. ماتت من نتيجة مرض التيفوس في معسكر بيرغن بيلسن بعد بضعة أيام من وفاة شقيقتها مارغو بين أواخر فبراير ومطلع مارس 1945.

### مارغو فرانك
مارغو فرانك شقيقة آن الكبرى. وبحسب بداية المذكرات كانت في السادسة عشرة من عمرها. تعد مدللة والدتها. شخصية حساسة لطيفة مع أختها لاتكترث للطعام، مرتبة، هادئة وتحصل على درجات جيدة في المدرسة. ماتت نتيجة مرض التيفوس قبل معدودة من اختها آن في معسكر بيرغن بيلسن.

### أوتو فرانك

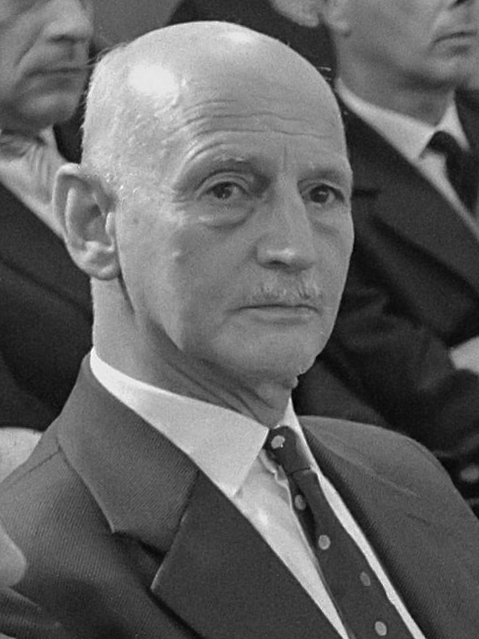
أوتو فرانك أوتو فرانك في عام 1961.

والد آن ومارغو، حسب المذكرات تصفه آن بصاحب القلب الكبير، صبور ونبيل ومحبوب. يدعمها وتعتبره الشخص الأكثر أهمية في نظرها. كتب له أن يكون الناجي الوحيد من نزلاء الملحق.

### اديث فرانك
تحتل أم آن ومارغو مكانًا ثانويًا في مذكرات آن بسبب العلاقة السيئة التي تربطها بها. فحسب المذكرات تعتبرها آن ثرثارة جدا وتنتقدها كثيرا لأنها لا تفهمها، ولا تدعمها في الصعوبات التي تواجهها كل يوم. أيضا لا تتوافق السيدة إيديث دائمًا مع شركائها في الغرفة عائلة فان دان.
تم ترحيلها مع ابنتيها إلى معسكر أوشفيتز بيركينو، ثم تم فصلها عنهم فيما بعد توفيت في مشفى المخيم نتيجة الجوع والمرض والإعياء في 6 يناير 1945

### مورتج
قط آن الذي تحبه وتفتقده كثيرا عند الانتقال إلى الملحق، اضطرت آن إلى تركه في المنزل لذلك غالبا ما تذكر اسمه في مذكراتها.

### هيرمان فان دان
اسمه الحقيقي هيرمان فان بيلز ولد في 31 مارس 1898 في Gehrde ، بالقرب من أوسنابروك. متزوج من أوغوستا فان بيلز ووالد بيتر فان بيلز (بيتر فان دان). وصفته آن في مذكراتها يوم 9 أغسطس 1943 : «"السيد فان دان، هو الذي يبدأ في تناول الطعام. وهو أول من يقدم له الأكل، ويتناول كثيرا منه إذا ما راق له الطبق. يساهم عموما في الحديث، يفرض رأيه، ولا يدع أحدا يعارضه وإلا يتأزم الوضع، فيدمدم مثل قط في غضب ... أفضل ألا أحتك به ... حين نتلقى منه ضربة نفكر في ألا نعاود الكرة".»  وفقًا للصليب الأحمر، توفي يوم وصوله إلى معسكر أوشفيتز بيركينو في 6 سبتمبر 1944 نتيجة تعرضه للغاز.

### السيدة فان دان
اسمها الحقيقي أوغوستا فان بيلز ولدت في 29 سبتمبر 1890 وصفتها آن في مذكراتها يوم 9 أغسطس 1943 : «"خلال بعض الأيام، وخصوصا حين يشتعل غضب ما، فمن الأفضل عدم النظر في وجهها. في جميع الظروف، هي المسؤولة عن كل النقاشات. ليس عن موضوع النقاش! اه، لا. الكل يعي ذلك. يمكن أن نصفها بالمستفرة."» توفيت على الفور سنة 1945، في طريقها إلى معسكر تريزنشتات.

### بيتر فان دان
اسمه الحقيقي بيتر فان بيلز ولد في 8 نوفمبر 1926 في أوسنابروك، بالقرب من الحدود الهولندية. يكبر آن بسنتين ونصف. والداه هما أوغوستا فان بيلز وهيرمان فان بيلز، في مذكرات آن فرانك أطلق عليهما اسم «فان دان». كان بيتر فتى لطيفا وخجولا وماهر جدا. مات نتيجة المرض والإعياء في معسكر اعتقال ماوتهاوزن قبل ثلاثة أيام من تحرير المخيم في 5 مايو 1945.

### ميب جيس
مييب جيس موظفة لدى والد آن وإحدى الشخصيات التي أوت آن وعائلتها. تعد الشخص الوحيد الذي اكتشف مذكرات آن فرانك واحتفظ بها.

### فيكتور كوغلر
درس الأعمال وبدأ حياته المهنية في قطاع مبيعات في شركة أوبيكتا. ساعد العائلة على الاختباء في ملحق المصنع كما صمم خزانة الملابس الدوارة التي استعملت لإخفاء الوصول إلى مكان الاختباء.

### يوهانس كليمان
يوهانس كليمان (م. كليمان) صديق وزميل والد آن أوتو فرانك. وهو أيضا الحامي الثالث لعائلة فرانك.

## التأثير والشهرة

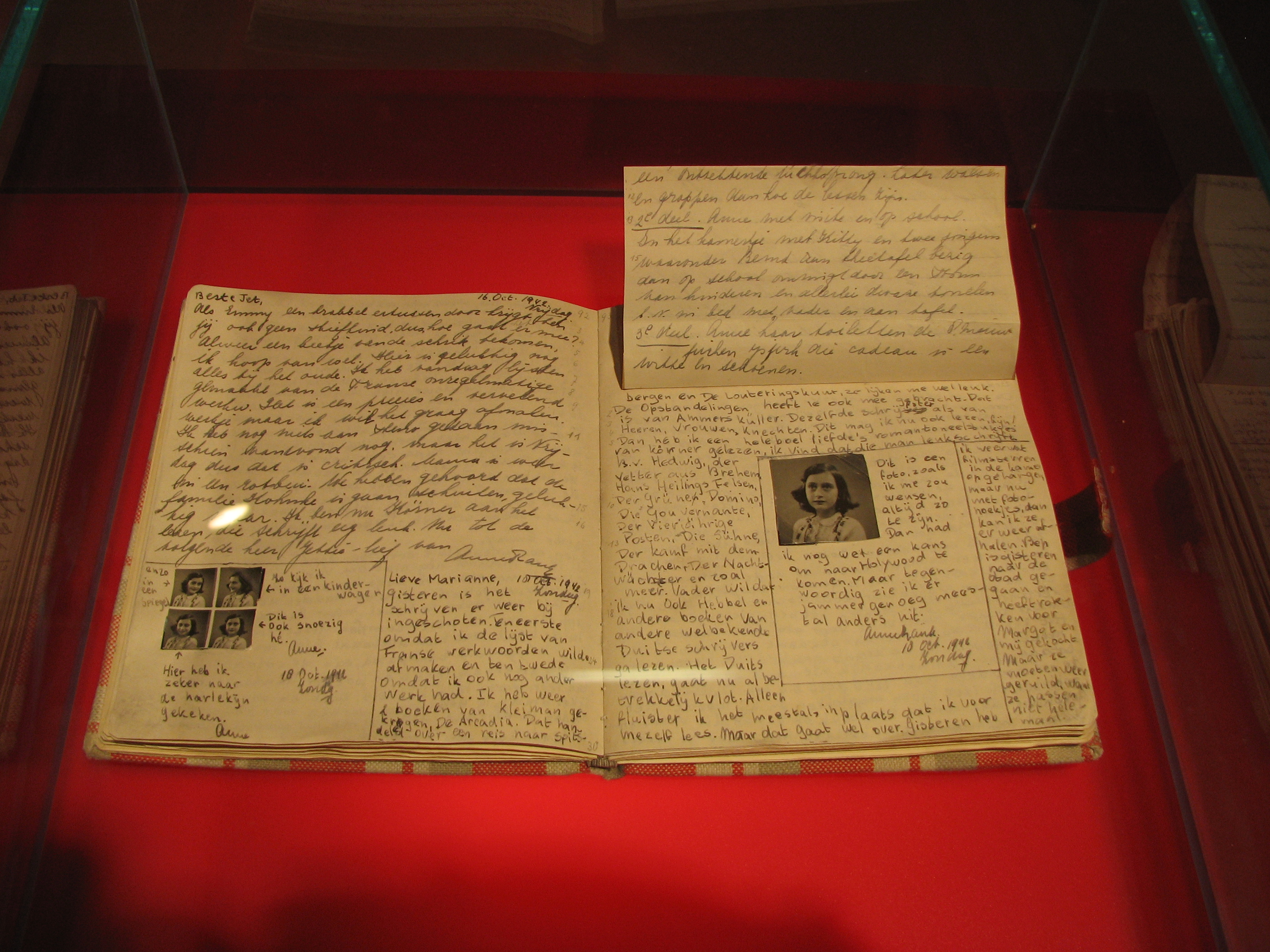
الصفحتان 92-93 من العمل الأصلي لمذكرات آن فرانك، معروضة في منزل آن فرانك في برينسينغراخت 263، أمستردام، هولندا.

### متحف آن فرانك
بعد فترة وجيزة من نشر المذكرات، بدأ المبنى باستقطاب فضول أعداد من الزوار بشكل غير رسمي بفضل الموظفين الذين أخفوا عائلاتهم. في عام 1955، انتقلت شركة أوتو فرانك إلى مبنى جديد ليباع المبنى بأكمله إلى وكيل عقاري قام بإستخراج رخص هدم بغية بناء مصنع جديد بدلاً من المبنى المتآكل. لكن في 23 نوفمبر 1955 ولإنقاذ المبنى وتصنيفه كنصب تذكاري تاريخي تم إطلاق حملة من قبل صحيفة Het Vrije Volk الهولندية نظم من خلالها الناشطون مظاهرات أمام الملحق في يوم الهدم ليحصلوا على أمر بوقف التنفيذ.
في 3 مايو 1957 ولحماية المبنى من رجال الأعمال الطامعين في هدمه تم إنشاء مؤسسة آن فرانك بواسطة والدها أوتو فرانك وأحد منقذي آن يوهانس كليمان، بهدف جمع الأموال والتبرعات الكافية لشراء واعادة هيكلة المبنى. لكن في أكتوبر من نفس العام، تبرعت به الشركة المالكة للجمعية كعلامة على حسن النية. لتستخدم الأموال المحفوظة لشراء المنزل المجاور رقم 265 قبل فترة وجيزة من هدم بقية المباني. في 3 مايو 1960 تم افتتاح منزل آن فرانك الذي شهد السنوات الأخيرة من حياتها في أمستردام، عاصمة هولندا متحفا للعموم، بعد ثلاث سنوات من إنشاء الجمعية.

### دخول الملكية العامة
- في 30 ديسمبر 2015، ذكر الموقع الرسمي لمنزل آن فرانك على الإنترنت أن الأب أوتو فرانك لم يشارك قط في تأليف المذكرات.
- تم تسجيل اسم «مذكرات آن فرانك» على أنها علامة تجارية في أوائل عام 2016.[21]
- في عام 2047 ستدخل المذكرات في الملكية العامة في الولايات المتحدة، بعد 95 عامًا من نشرها أول مرة عام 1952.[22] ولذلك قامت مؤسسة ويكيميديا بإزالة النص من كتاب ويكي مصدر تحت قانون الألفية للملكية الرقمية (DMCA).[23]
- في يناير / كانون الثاني 2016 قررت دار شمس للإنتاج أن تنشر كتاب رسوم متحركة يكيّف المذكرات ويحترم بدقة النص الأصلي لعام 1947 من أجل تجنب الإجراءات القانونية، نظراً لعدم التيقن من الوضع.[24]

## استقبال

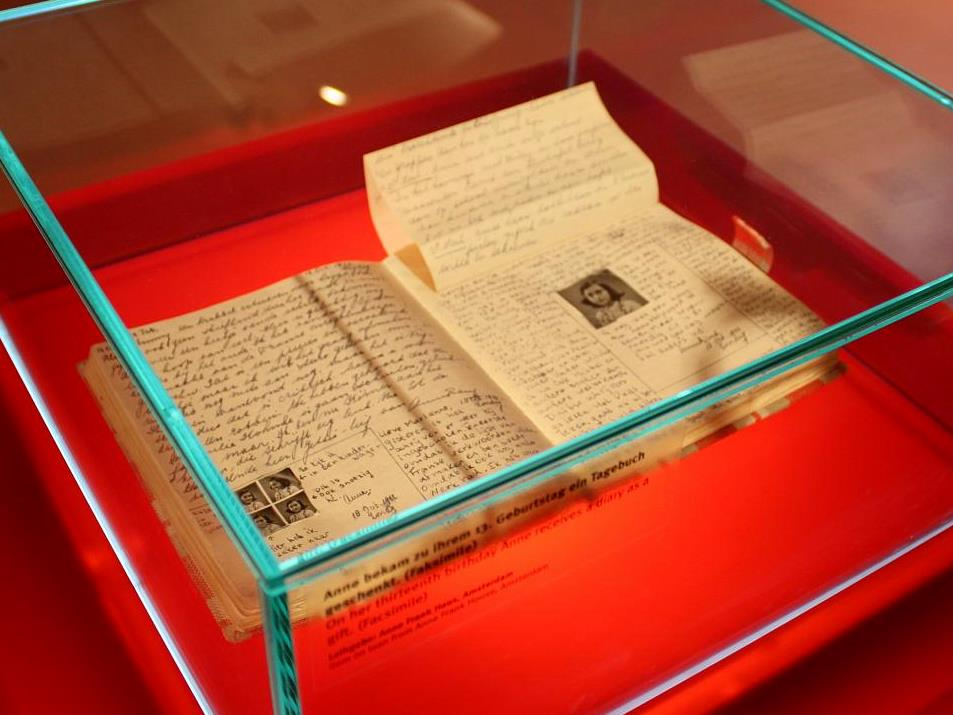
نسخة طبق الأصل من مذكرات آن فرانك معروضة في في برلين, ألمانيا

في ستينيات القرن الماضي، استذكر أوتو فرانك مشاعره عند قراءة مذكراته لأول مرة، قائلاً: "كان ذلك بمثابة اكتشاف بالنسبة لي. هناك، انكشفت آن مختلفة تمامًا عن الطفلة التي فقدتها. لم أكن أعلم عمق أفكارها ومشاعرها."  وكتب مايكل بيرينباوم، المدير السابق لمتحف الهولوكوست التذكاري بالولايات المتحدة ، قائلاً: "بأسلوبها المبكر وبصيرتها الثاقبة، تتتبع المذكرات نموها العاطفي وسط الشدائد. وكتبت فيها: "على الرغم من كل شيء، ما زلت أؤمن بأن الناس طيبون القلب حقًا." 
في عام 2009، قدمت هولندا دفاتر اليوميات وتم تضمينها في سجل ذاكرة العالم التابع لليونسكو. 

### التخريب
في فبراير 2014، اكتشفت السلطات أن 265 نسخة من مذكرات فرانك ومواد أخرى مرتبطة بالهولوكوست تعرضت للتخريب في 31 مكتبة عامة في طوكيو . أعرب مركز سيمون فيزنتال عن "صدمته وقلقه العميق" ، وردًا على ذلك، وصف كبير أمناء مجلس الوزراء يوشيهيدي سوجا التخريب بأنه "مخزٍ". تبرعت إسرائيل بـ 300 نسخة من مذكرات آن فرانك لتحل محل النسخ المخربة. قام متبرع مجهول يستخدم الاسم المستعار " تشيوني سوجيهارا " بالتبرع بصندوقين من الكتب المتعلقة بالهولوكوست إلى مكتبة طوكيو الحضرية. ألقت الشرطة القبض على رجل عاطل عن العمل في مارس 2014. وفي يونيو/حزيران، قرر المدعون العامون عدم توجيه الاتهام إلى المشتبه به بعد أن تبين أنه غير كفء عقليًا. وفقًا لأمناء المكتبات في طوكيو، فإن الكتب المتعلقة بالهولوكوست مثل المذكرات وكتاب بحث الإنسان عن المعنى تجذب الأشخاص الذين يعانون من اضطرابات عقلية وتكون عرضة للتخريب من حين لآخر.

### الحظر
في عام 2009، دعت جماعة حزب الله إلى حظر الكتاب في المدارس اللبنانية, بحجة أن النص كان بمثابة اعتذار لليهود والصهيونية وإسرائيل.
في عام 2010، حظر نظام مدارس مقاطعة كولبيبر بولاية فرجينيا "الطبعة النهائية" للذكرى الخمسين لكتاب آن فرانك: مذكرات فتاة صغيرة ، بسبب "شكاوى حول محتواه الجنسي وموضوعاته المثلية". تتضمن هذه النسخة "مقاطع تم استبعادها سابقًا من النسخة الأصلية المقروءة على نطاق واسع.... بعض المقاطع الإضافية توضح رغباتها الجنسية الناشئة؛ وتتضمن مقاطع أخرى أوصافًا غير لائقة لوالدتها وأشخاص آخرين يعيشون معًا". بعد الدراسة، تقرر الاحتفاظ بنسخة من النسخة الأحدث في المكتبة وستعود الفصول الدراسية إلى استخدام النسخة القديمة.
في عام 2013، نشأ جدل مماثل في الصف السابع في نورثفيل بولاية ميشيغان ، مع التركيز على المقاطع الصريحة حول الجنس. أشارت الأم التي تقف وراء الشكوى الرسمية إلى أجزاء من الكتاب باعتبارها "إباحية إلى حد كبير".
في عام 2010، ذكرت جمعية المكتبات الأمريكية أن هناك ستة تحديات للكتاب في الولايات المتحدة منذ أن بدأت في الاحتفاظ بسجلات عن الحظر والتحديات في عام 1990، وأن "معظم المخاوف كانت حول المواد الجنسية الصريحة".
في عام 2023، طُردت معلمة من تكساس بعد أن كلفت طلابها في المدرسة الإعدادية بدراسة مقتبسة من مذكرات آن فرانك، في خطوة وصفها البعض بأنها "هجوم سياسي على الحقيقة". تم فصل معلم الصف الثامن بعد أن قال مسؤولون في منطقة هامشاير-فانيت التعليمية المستقلة إن المعلم قدم الكتاب "غير المناسب" للطلاب، وفقًا لما ذكرته KFDM.

## اقتباسات فنية
- 1957 : مسرحية «مذكرات آن فرانك» للسينارسيت فرانسيس غودريتش وألبرت هاكيت وإخراج مارغريت جاموا في مسرح مونبارناس بطولة الممثلة الفرنسية جوزيه شتاينر
- 1959 : الفيلم الأمريكي مذكرات آن فرانك للمخرج جورج ستيفنز
- 1995 : مسرحية «مذكرات آن فرانك» للسيناريست فرانسيس غودريتش وألبرت هاكيت للمخرج المسرحي الفرنسي بيير فرانك في مسرح سيلستين
- 1995 : Anne Frank Remembered فيلم وثائقي بريطاني من تأليف جون بلير
- 1995 : أنمي Anne no Nikki للاستوديو الياباني مادهاوس وإخراج Akinori Nagaoka.
- 2001 : آن فرانك: القصة الكاملة سلسلة أمريكية بريطانية قصيرة للمخرج روبرت دورنهلم على قناة ABC
- 2008 : سلسلة بريطانية قصيرة (The Diary of Anne Frank (2009 miniseries للمخرج جون جونز بثت على قناة BBC
- 2012 : مسرحية مذكرات آن فرانك للمخرج إريك إيمانويل شميت
- 2015 : وثائقي عن المذكرات بث على قناة قناة ناشونال جيوغرافيك

## روابط خارجية
- مذكرات آن فرانك على موقع الموسوعة البريطانية (الإنجليزية)

لم يتم العثور على روابط لمواقع التواصل الاجتماعي.